# Spilosoma viettei
Spilosoma viettei är en fjärilsart som beskrevs av De Toulgoët 1954. Spilosoma viettei ingår i släktet Spilosoma och familjen björnspinnare. Inga underarter finns listade i Catalogue of Life.